# Ping (ブログ)
Ping（ピン）はブログにおいて、XML-RPCに基づくプッシュによりサーバに更新と変更内容を伝えるためのメカニズムである。今日では、ほとんどのブログオーサリングツールは、ブロガーが記事を追加したり編集した際に自動的にPing送信を行う。
ブログ以外にも、主要なコンテンツ管理システム (CMS) はPing送信に対応している。

## Ping スパム
アクセスを増やすために更新Pingを大量に送信し続けることをPingスパムと呼ぶ。実際にはページを更新していないのに更新したかのように装うケースも有る。

## 代表的なアプリケーション
- WordPress
- MovableType
- Pingmax - Ping送信ソフトウェア